# Ca l'Amorós 1
Ca l'Amorós 1 és una casa barroca de Porrera (Priorat) inclosa a l'Inventari del Patrimoni Arquitectònic de Catalunya.

## Descripció
Senyorívola de planta quadrangular, bastida de maçoneria arrebossada i pintada, de planta baixa, pis i golfes i coberta per teulada a dos vessants. A la façana s'obre una porta a la planta baixa, dues balconades amb un i tres balcons respectivament al pis i quatre finestres a les golfes. Cal destacar la portalada, dovellada i amb impostes amb una balda de ferro forjat amb el nom de la casa i una excel·lent barana de ferro forjat al balcó principal. La façana conserva restes de pintures decoratives.

## Història
Bastida durant el període de creixement demogràfic i d'esplendor local. Ca l'Amorós conserva un aspecte distingit, malgrat la seva descuidada façana. Actualment serveix de segona residència.